# Marcus Lollius (consul en -21)
Marcus Lollius (né vers 65 av. J.-C. à Ferentinum, dans le Latium, mort en 2 ap. J.-C. en Orient) est un homme politique plébéien (homo novus de l'époque augustéenne) et général des débuts de l'Empire romain.

## Biographie
Lollius a été supposé être le « Marcus » mentionné dans les guerres civiles d'Appien. Appien raconte que Lollius était un légat de Marcus Junius Brutus, qui après la bataille de Philippes en 42 av. J.-C. avait été proscrit. Lollius s'est caché comme esclave et a été acheté par un "Barbula" (supposé être Quintus Aemilius Lepidus), avant que son identité ne soit révélée par un ami de Lepidus à Rome. Lépidus se rendit chez Marcus Vipsanius Agrippa qui intercéda en faveur de Lépidus auprès d'Octave, qui veilla ensuite à ce que le nom de Lollius soit retiré des listes d'interdiction.
Lollius a combattu lors de la bataille d'Actium en 31 av. J.-C., où Lollius a intercédé auprès d'Octave en faveur de Lépidus, qui avait été capturé alors qu'il combattait pour Marc Antoine.
C'est un proche de l'empereur Auguste. Il est le premier gouverneur de la Galatie en 25 av. J.-C. à la suite de la mort du roi galate. Plus tard, il fait partie d'un quindecemviri (groupe de quinze personnalités) avec l'empereur lui-même et Marcus Vipsanius Agrippa. Il devient consul en 21 av. J.-C. Il combat en Thrace autour de 19-18 av. J.-C. en portant secours à Rhémétalcès, oncle et tuteur des enfants de Cotys VI, et subjugue les Besses,.
Au cours de l'hiver de 17-16 av. J.-C., quand il est gouverneur de la Gallia comata, il est défait par une coalition de Sicambres, de Tenctères et de Usipètes, des peuples germaniques de l'actuelle Westphalie, qui ont traversé le Rhin et détruisent partiellement la Legio V Alaudae, s'emparant des enseignes. Retenue par l'histoire romaine sous le nom de Clades Lolliana (défaite de Lollius), cette défaite est couplée par Tacite avec le désastre de Teutobourg de Varus, bien que la défaite de Lollius soit plus honteuse que grave.
Lollius devient, en 2 av. J.-C., tuteur et conseiller de Caius Julius Caesar Vipsanianus pour sa mission en Orient,. Caius est fils de Marcus Vipsanius Agrippa et de Julia l'Aînée, et petit-fils et héritier désigné d'Auguste. Tibère l'honore en mettant de côté toutes les rivalités et s'humiliant, mais Caius, poussé par son ami Lollius, ferme adversaire de Tibère, le traite avec détachement,. Lollius est ensuite accusé d'extorsion aux rois alliés et de traîtrise à l'État, et dénoncé par Caius à l'empereur. Pour éviter une condamnation, il se suicide en s'empoisonnant,.

### Famille
Il est le fils d'un Marcus Lollius. Il est peut-être le petit fils de Marcus Lollius, censeur de Ferentinum vers -80. Son épouse est probablement Aurelia Cotta, de celle-ci ils ont:
- Peut être Lollius Maximus, (né vers -40/-38), tribun militaire vers -20, honoré par le poète Horace;
- Marcus Lollius (né vers -30), peut être consul suffect en 13, père de Lollia Paulina.

Son épouse, Aurelia Cotta, divorce avec lui puis épouse Marcus Valerius Messalla Corvinus, consul en -31.

## Jugement et question
Selon Marcus Velleius Paterculus et Pline l'Ancien, il est hypocrite et bon à rien, mais il amasse une grande fortune,.
On pensait auparavant que c'était Lollius qu'Horace décrit comme un modèle d'intégrité et supérieur à l'avarice dans ses Odes, ainsi que dans deux épîtres, mais il est peu probable que cela s'adresse à ce Lollius. Cela devait être adressé à la même personne, un jeune homme, probablement le fils de ce Lollius. Il portait le même nom, Marcus Lollius, et est consul en 13 et père de l'impératrice et brève épouse de l'empereur Caligula, Lollia Paulina.

### Sources modernes
- (it) Antonio Spinosa, Tiberio. L'imperatore che non amava Roma, Milan, éd. Mondadori, 1991 (ISBN 88-04-43115-6).
- (it) Ronald Syme, L'aristocrazia augustea, Milan, éd. Rizzoli, 1992 (ISBN 88-17-11607-6).